# Primeiro de Março (cruzador)
O Cruzador ou Corveta mista Primeiro de Março (também chamado de Venceslau Brás após sua baixa) foi um navio de guerra que serviu a Armada Imperial Brasileira, sendo construído no Arsenal de Marinha do Rio de Janeiro. O cruzador pertenceu a Esquadra de Evoluções.

## Histórico

### Construção
Inicialmente denominada Corveta, o Cruzador misto Primeiro de Março foi construído no estaleiro do Arsenal de Marinha do Rio de Janeiro sendo concluído em 1881. Seu nome é uma homenagem a data de 1 de março de 1870, dia em que se encerrou a Guerra do Paraguai; único navio a ostentar este nome na Armada Imperial. Sua construção seguiu os projetos do engenheiro naval João Cândido Brasil.

### Serviço
O Primeiro de Março foi incorporado a armada em 13 de julho de 1882 e uma das primeiras missões que recebeu foi a de se juntar a Divisão Naval do Sul, em 25 de dezembro do mesmo ano, sob o comando do Chefe-de-Divisão Joaquim Francisco de Abreu. Em 1883 zarpa para Corumbá para se integrar a Divisão Naval do Norte. No dia 19 de agosto de 1884 é escolhida para se juntar a Esquadra de Evoluções, grupo formada pelos melhores navios da armada até então. Tal esquadra tinha como objetivo estudar e desenvolver táticas navais com o intuito de melhorar a comunicação e as manobras dos navios. Manteve serviço regular nos últimos anos do Império. Em 1890 é transformado em Navio-Escola. Em 1917 deu baixa do serviço e foi entregue ao Lloyd Brasileiro para servir de Escola aos Aspirantes a Piloto da Marinha Mercante, recebendo nessa ocasião o nome de "Venceslau Brás".